# Galeus schultzi
Espèce
Répartition géographique
Statut de conservation UICN

 DD  : Données insuffisantes
Galeus schulzi est une espèce de requins.